# Знаки Рюриковичей

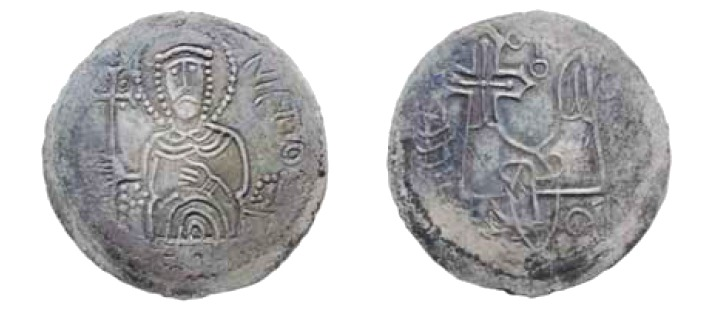
Сребреник Святополка Окаянного из клада, обнаруженного в Черниговской области в 2006 году. На реверсе монеты выбит княжеский знак Святослава в виде двузубца, левый зубец которого заканчивается крестом

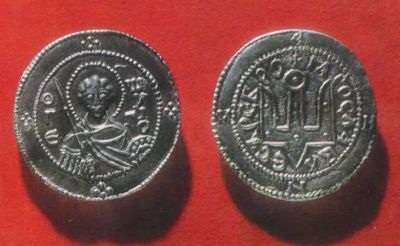
Новгородский сребреник Ярослава Мудрого XI века

Зна́ки Рю́риковичей — фамильные знаки, которые использовали древнерусские князья для обозначения прав собственности на те или иные предметы. Изображались на клеймах, печатях, монетах Рюриковичей. В отличие от геральдических дворянских гербов, знаки Рюриковичей принадлежали не всей семье или роду, а были личными: каждый князь имел свой собственный знак. От одного из них происходит тризуб — основной элемент герба Украины.

## Письменные источники
Первые сведения о фамильных знаках древнерусских князей относятся к середине X века. Ибн Мискавейх в рассказе о походе русов на Бердаа в 943—944 годах отмечает, что русы, принимая выкуп за пленников, оставляли свой знак в виде куска глины с печатью, с тем, чтобы бывшего пленника больше не трогали. Какой именно знак был изображён на печати — неизвестно; возможно, что это мог быть герб Игоря Рюриковича, княжившего в те годы. Неизвестно также, принадлежали ли эти русы к воинам Игоря, так как древнерусские летописи умалчивают о набеге на Бердаа.
Другое сообщение о подобного рода клеймах встречается в «Повести временных лет», где говорится о походе княгини Ольги на север: «В лето 6455 (947 год н. э.) иде Ольга Новугороду и устави по Мсте погосты и дани, и по Лузе оброки и дани; и ловища ея суть по вьсеи земли и знамения и места и погосты». Слово «знамения» здесь указывает на знаки княжеской собственности. Русская Правда свидетельствует, что этим словом обозначался предмет, помеченный княжеским знаком. В Русской Правде находятся и другие упоминания о сфере применения княжеских эмблем: «А за княжь конь, иже тои с пятном, 3 гривны». Несомненно, под словом «пятно» следует понимать княжеский знак — тавро (клеймо).
Письменные источники, однако, не приводят описаний княжеских эмблем. Изображения «гербов» древнерусских князей известны нам по сохранившимся монетам и печатям того времени.

## Изображения княжеских знаков

Сребреник Владимира Святославича. Прорись

Сребреник Ярослава Мудрого

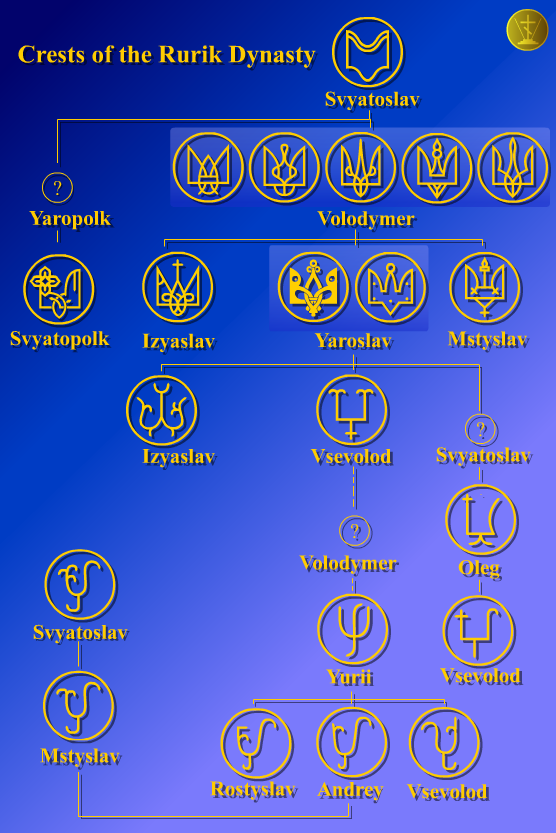
Личные знаки князей дома Рюриковичей

Как правило, на монетах киевских князей встречаются фигуры, напоминающие перевёрнутую букву «П», к которым прибавлялись «отростки» снизу или посередине, а также точки, кресты и т. п. Одни и те же знаки могли выглядеть по-разному, в зависимости от предмета, на котором они изображались. Так, княжеские эмблемы на печатях изображались схематично, в максимально упрощённой форме, тогда как на монетах те же символы имели множество дополнительных орнаментальных элементов.
Геральдические знаки древнерусских князей дошли до нас не только в виде изображений на монетах и печатях, но и на подвесках, перстнях, оружии и т. п. По этим находкам можно не только проследить эволюцию княжеских символов Древней Руси, но и попытаться восстановить их происхождение.

## Происхождение

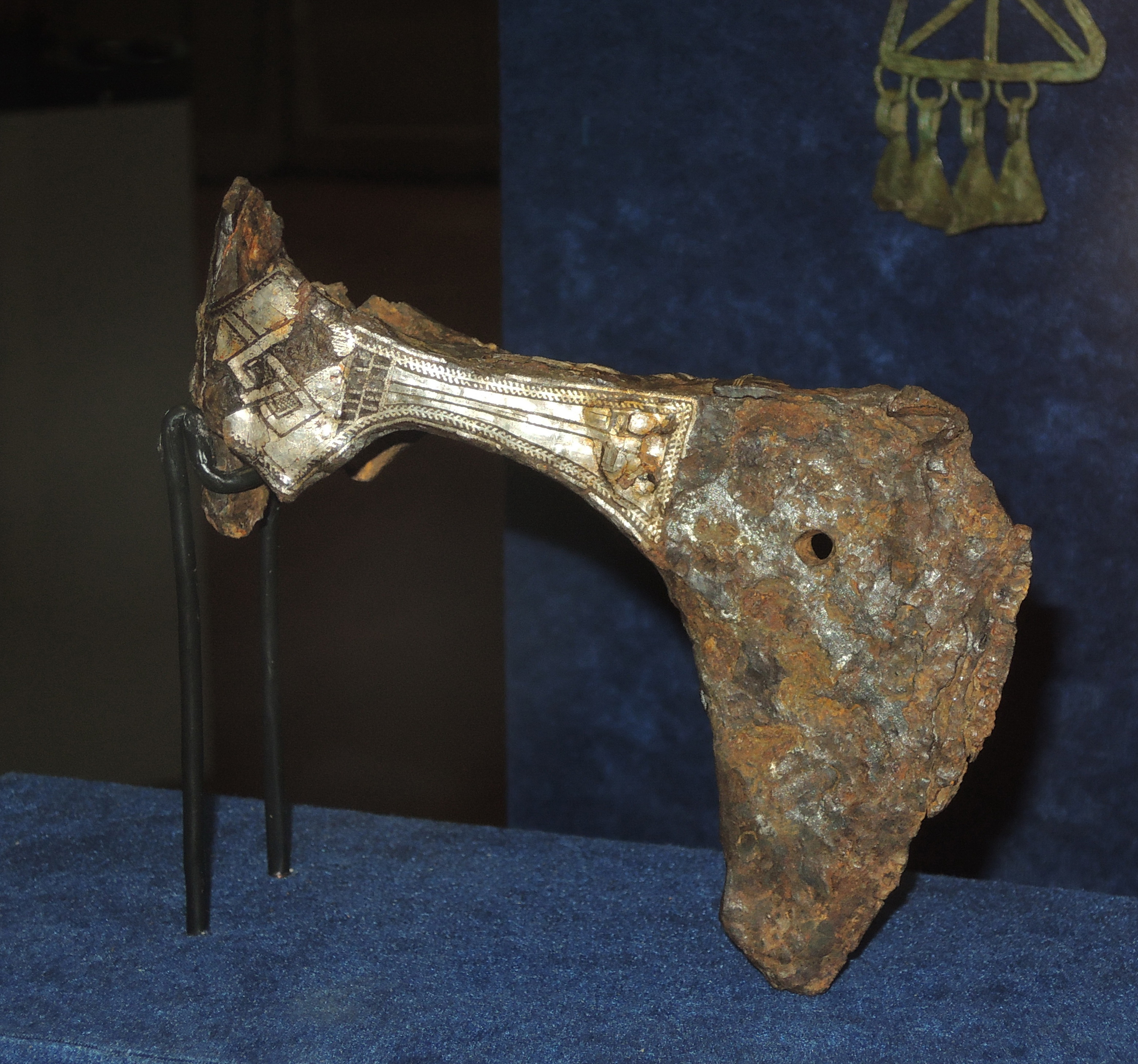
Топор из Шекшова со знаками Рюриковичей (трезубцем и двузубцем; они находятся на других сторонах топора). Железо, серебро; ковка, инкрустация. Один из наиболее ранних образцов парадного вооружения, найденных на территории Руси. Найден у села Шекшово (Ивановская область) в 2011 г. Выставка в ГИМе

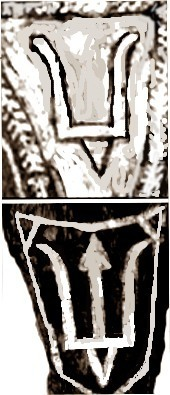
Знаки Рюриковичей на топорике из Шекшова — двузубец и трезубец — реконструкция

Использование изображений двузубца и трезубца сближает знаки Рюриковичей со сложными царскими гербами Боспорского царства, основными элементами которых также были эти символы. На связь боспорских и древнерусских княжеских эмблем указывает преимущественное употребление именно двузубца как основы композиции «герба».
Другим моментом, сближающим эмблемы древнерусских князей с гербами боспорских царей, является наследственный характер их развития. Как уже было сказано выше, княжеские «гербы» Древней Руси были личными знаками, не передававшимися по наследству, но, как и символы Боспорского царства, имевшими единую базу в виде двузубца, к которому каждый правитель добавлял (или из которых изымал) элементы в виде разного рода «отростков», завитков и т. п. В Бодзе (Польша) в богатой могиле воина (погребение E864/I) на бронзовом наконечнике пояса обнаружен двузубец с крестовидной фигурой на правом зубце и волютообразной фигурой ниже треугольной ножки. На двузубце из камерного погребения № 6 на Старовознесенском некрополе Пскова между двумя зубцами помещён ключ.
Среди «гербов» древнерусских князей встречались и полные аналоги гербов боспорских правителей. Например, личный знак Ярослава Мудрого на поясных бляшках, найденных в Приладожье и в окрестностях Суздаля, практически полностью совпадает с изображённым на поясном наборе из Перещепинского клада Полтавской области, изготовленном в VII—VIII веках в Среднем Причерноморье. И то, и другое изображение напоминает по форме трезубец. Несмотря на сходство между геральдическими эмблемами правителей Боспорского царства и личными «гербами» древнерусских князей, говорить об их связи, как о чём-то бесспорно установленном, было бы неверно. До сего времени не обнаружено геральдических знаков эпохи, непосредственно предшествовавшей возникновению Древнерусского государства; возможно, будущие археологические находки смогут дать ответ на этот вопрос.
Подобные знаки (двузубцы и трезубцы) широко использовались на территории Хазарского каганата в качестве символов верховной власти — они являлись тамгами правящих родов. Это являлось продолжением сармато-аланской традиции
использования подобных знаков, восходящей ко временам Боспорского царства.
Двузубые и трезубые тамги известны в VIII—IX вв. в хазарском мире на деталях поясной гарнитуры (Подгоровский могильник), в виде граффити на каменных блоках и кирпичах крепостей (Саркел, Маяцкое, Семикаракорское, Хумаринское городища), в виде гончарных клейм на сосудах (Дмитриевский могильник). Возможно в древнерусскую среду такие знаки попали именно из Хазарии, как и титул «каган», воспринятый первыми русскими князьями.

## Закат личных княжеских знаков
Княжеские личные знаки получили широкое распространение на территории Древнерусского государства. Печатями с их изображениями заверялись государственные документы, чеканилась монета со знаком князя, ремесленники клеймили свои изделия княжеским гербом. «Герб» князя носили княжеские тиуны и дружинники. В таком виде знаки Рюриковичей существовали до середины XII века.
В XIII веке княжеские эмблемы практически полностью вышли из употребления, что часто связывают с их эволюцией. По мнению учёных, схема эмблем упростилась настолько, что утратила способность создавать варианты, отмечающие индивидуальную принадлежность. В результате этого княжеская эмблема утратила свой личный признак и приобрела характер местной эмблемы или герба рода (семьи).

## Колюмны

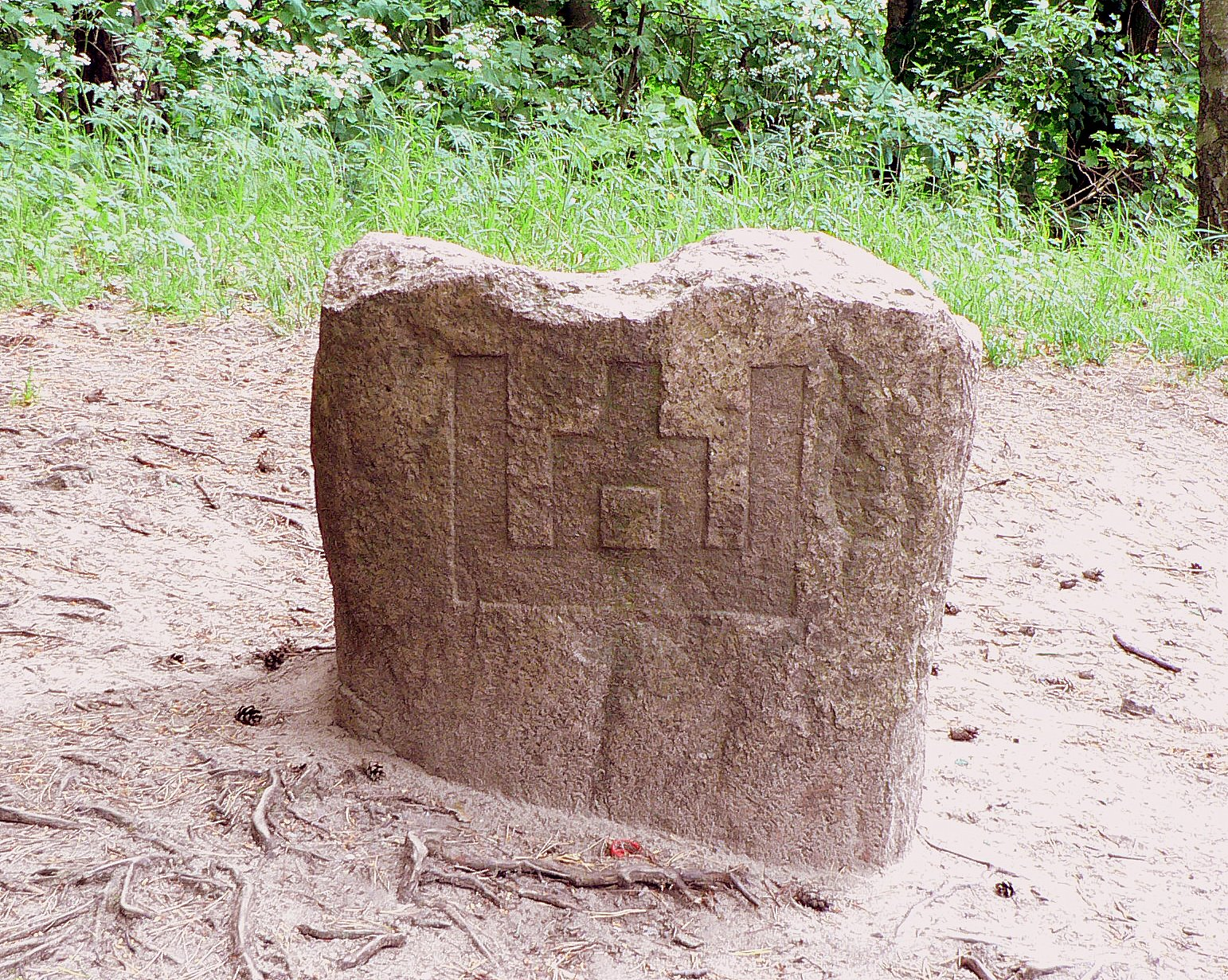
Изображение «Столпов Гедимина» на камне. Холм Рамбинас, Литва

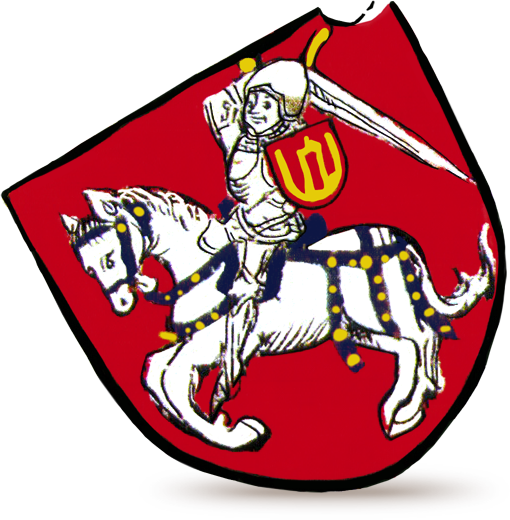
Герб «Погоня» с колюмнами из гербовника XV века

Сходство с личными эмблемами Рюриковичей обнаруживает знак, известный под названием «Колюмны» или «Столпы Гедимина», который использовали великие князья литовские. Эта эмблема, приписываемая великому князю литовскому Гедимину, использовалась его потомками в качестве родового герба. Первое сохранившееся изображение «Колюмн» относится к 1397 году, времени правления великого князя литовского Витовта. «Столпы Гедимина» считаются одним из древнейших символов Литвы; изображение этой эмблемы является частью большого герба Литовской республики.
Обращает на себя внимание сходство знака Гедимина с дву- и трезубыми личными геральдическими эмблемами Рюриковичей. Фактически, он построен по той же схеме: основание в виде перевёрнутой буквы «П» с дополнительными элементами. Учитывая, что к XIII веку единое древнерусское государство перестало существовать (см. Распад Киевской Руси), многочисленные родственные связи между ветвями Рюриковичей и литовскими князьями, а также распространение власти великого князя литовского на часть территорий, входивших в состав Киевской Руси, возможно предположить, что «столпы Гедимина» являются дальнейшим развитием древнерусских княжеских эмблем. Следует, однако, заметить, что, несмотря на заманчивость и привлекательность такой теории, она остаётся пока лишь гипотезой, не подкреплённой документально.

## Современное использование
Несмотря на то, что геральдические символы князей Древней Руси перестали употребляться ещё в XIII веке, в XX веке некоторые из них начали использоваться в роли гербов и эмблем.

### Герб Украины

Герб Украины

В 1917 году после Октябрьской революции, когда на территории бывшей Российской империи начали создаваться новые государства, трезубец князя Владимира был предложен историком Михаилом Грушевским в качестве национального символа Украины. Статус малого герба Украинской Народной Республики личный знак Владимира получил 22 марта 1918 года в результате постановления Центральной Рады. В дальнейшем этот символ использовался с некоторыми изменениями и дополнениями украинскими государственными образованиями, созданными в период с 1918 по 1920 год. С установлением на Украине советской власти трезубец потерял свой государственный статус, но продолжал использоваться организациями украинских националистов, а также, с добавлением креста на зубец, как составляющая герба провозглашенной в 1939 году Карпатской Украины. В 1941 году он использовался Украинским государственным правлением.

Малый герб Украинской Народной Республики
Большой герб Украинской Народной Республики
Герб Украинской Державы
Герб Карпатской Украины
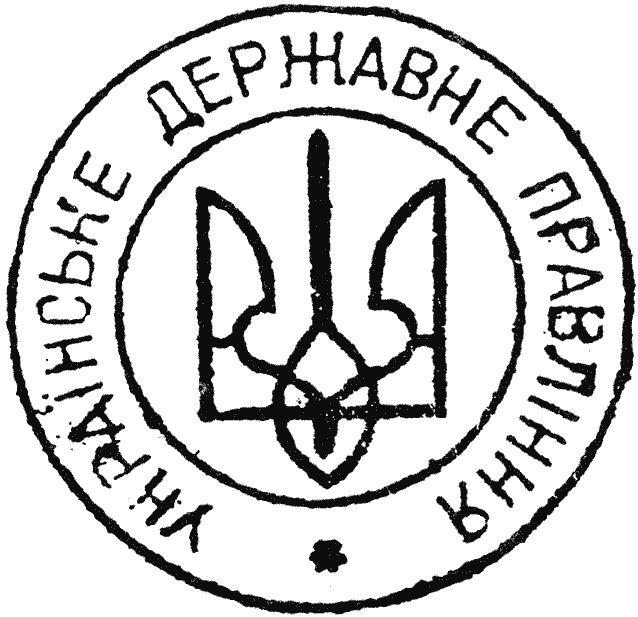
Гербовая печать Украинского государственного правления, 1941

После распада СССР в 1991 году, постановлением Верховного Совета Украины от 19 февраля 1992 года трезубец был утверждён в качестве малого государственного герба Украины. В соответствии со статьёй 20 конституции Украины 1996 года «главным элементом большого Государственного Герба Украины является Знак Княжеского Государства Владимира Великого (малый Государственный Герб Украины)».

#### Гербы административных единиц Украины
В гербах и флагах городов, районов, областей и других административных единиц Украины широко используется трезубец святого Владимира, однако помимо него используются знаки и других Рюриковичей. Так, к примеру, на гербе и флаге Черниговской области изображён знак князя Мстислава Владимировича Храброго — основателя Черниговского княжества.

Герб Черниговской области
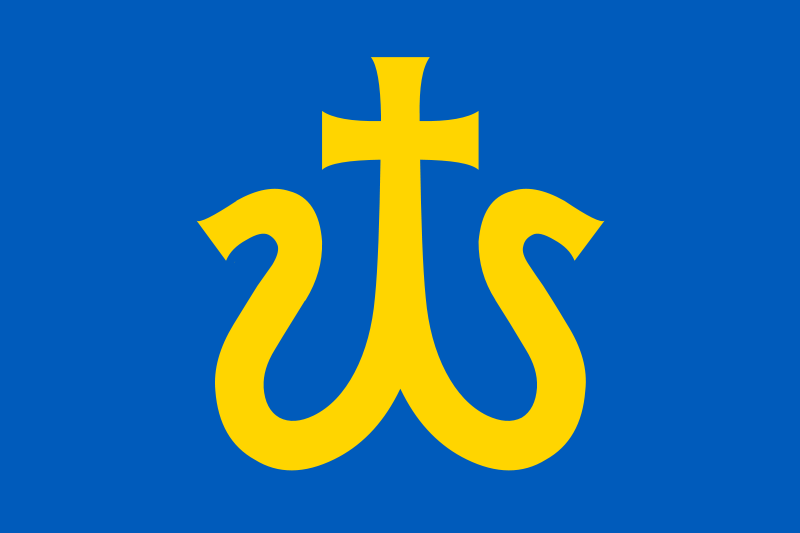
Флаг Галича
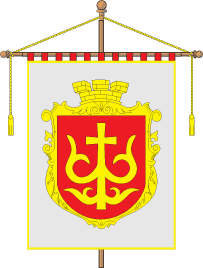
Хоругвь Шацка
Флаг Винницы

#### Символика украинских учреждений и организаций
Трезубец Святого Владимира используется в символике государственных учреждений Украины, а его стилизации использовались и продолжают использоваться множеством украинских организаций по всему миру.

Эмблема Министерства обороны Украины
Эмблема Украинской ассоциации футбола
Герб УВО (1920—1929), ОУН (1929—1940), ОУН(м) (с 1940)
Эмблема скаутской организации «Пласт»
Флаг объединения «Правый сектор»

#### Религиозная символика
Видоизменённый трезубец святого Владимира является основным элементом герба Украинской автокефальной православной церкви (УАПЦ).
Трезубец Владимира также используется последователями украинской неоязыческой РУН-веры, как часть основного символа их религии — украинского национального герба Тризуба-Яса на фоне лучистого солнца.

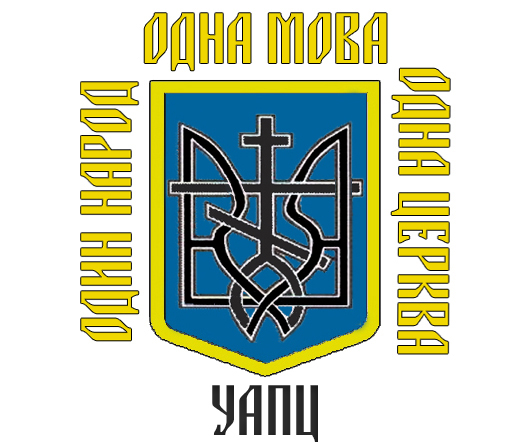
Герб УАПЦ
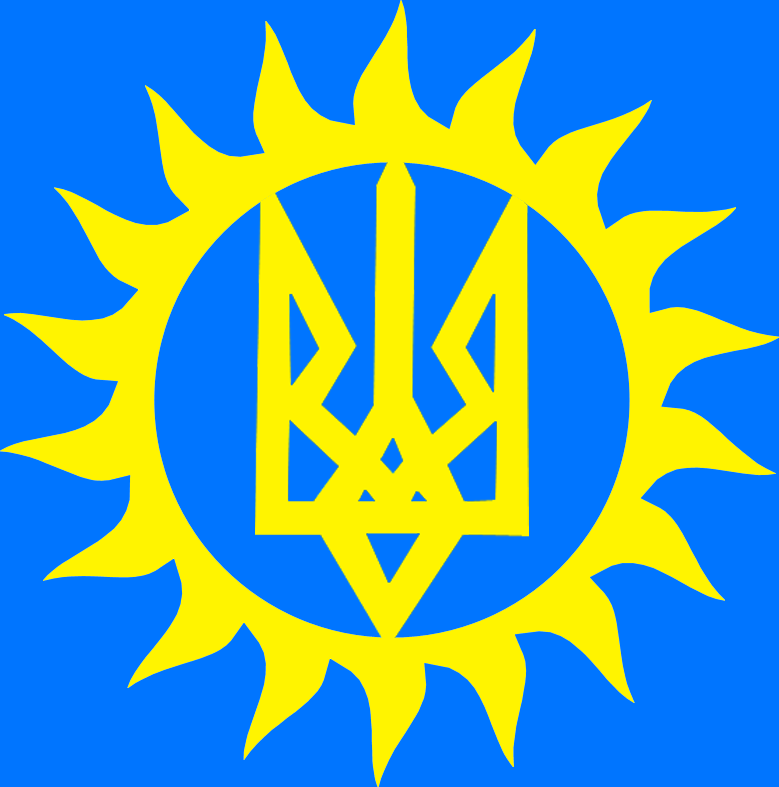
Герб-знак РУН-веры

### Гербы административных единиц Республики Беларусь
В Республике Беларусь трезубец Изяслава Владимировича используется в качестве составляющей гербов ряда населённых пунктов и районов.

Герб Заславля
Герб Брагина и Брагинского района

### Гербы административных единиц Российской Федерации
В России «сокол Рюриковичей» используется в качестве составляющей гербов ряда населённых пунктов и районов.

Герб Староладожского сельского поселения, образованного в 2006 г.
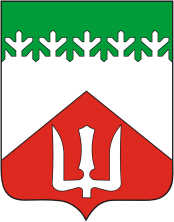
Герб Волховского района

### Гербы подразделений Вооружённых сил Италии
Трезубец Владимира Святого присутствует на гербах всех итальянских полков, воевавших на территории Украины во время Второй мировой войны. В том числе:

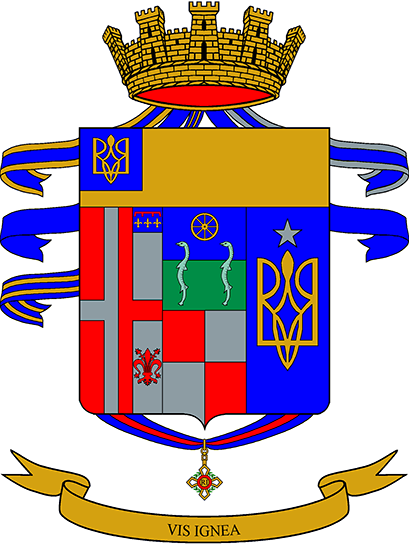
Герб 8-го полка полевой артиллерии «Pasubio» ВС Италии
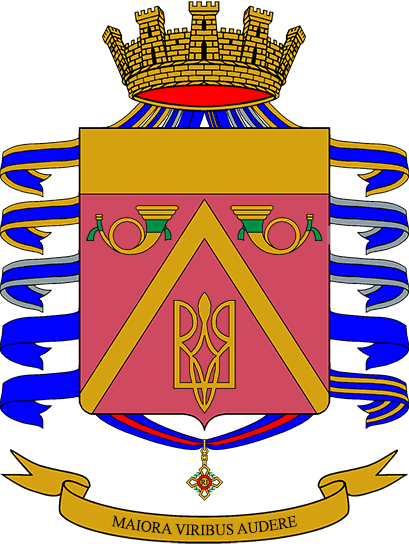
Герб 3-го кавалерийского полка «Bersaglieri» ВС Италии
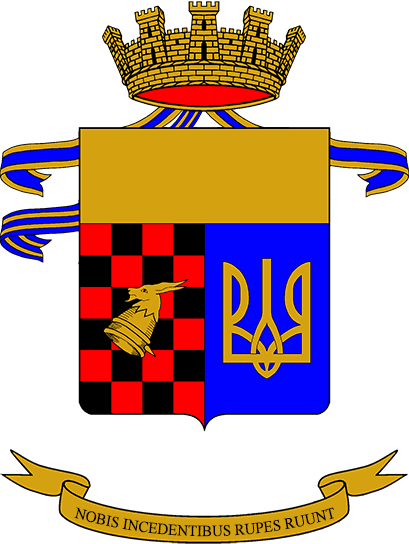
Герб 3-го горного артиллерийского полка ВС Италии
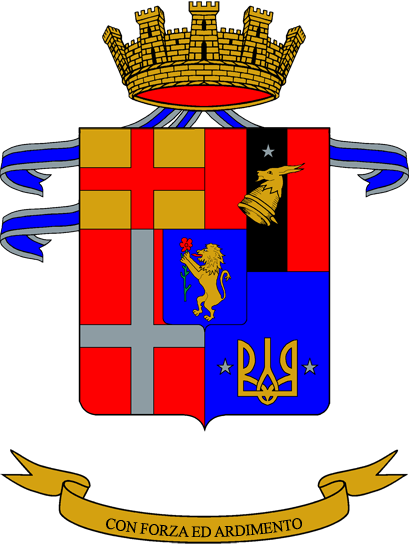
Герб 17-го зенитного артиллерийского полка «Sforzesca» ВС Италии
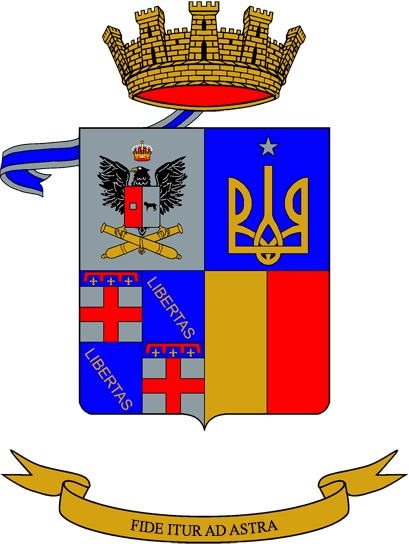
Герб 121-го зенитного артиллерийского полка «Ravenna» ВС Италии

### Символы российских политических организаций
Трезубец Владимира Святого используется также Народно-трудовым союзом российских солидаристов, созданным в 1930 году русскими эмигрантами в Белграде. Согласно параграфу 53 современного устава союза, «эмблема Народно-Трудового Союза российских солидаристов — трезубец, знак великого князя Владимира Святого, первый государственный знак в истории России, изображаемый на фоне российского бело-сине-красного флага». «Сокол Рюрика» использован также в основе символики российской Национально-демократической партии, Русского гражданского союза и организации «Русско-славянское объединение и возрождение».

Знак эмигрантского Народно-трудового союза российских солидаристов
Логотип Национально-демократической партии
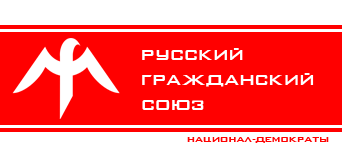
Флаг Русского гражданского союза